# Poniky
Poniky (in tedesco Ponik, in ungherese Pónik) è un comune della Slovacchia facente parte del distretto di Banská Bystrica, nella regione omonima.

## Storia
Il villaggio è citato per la prima volta nel 1282 quando il borgomastro e sculteto Philippus condusse tagliaboschi dal Tirolo in questa località rimasta deserta dopo il passaggio dei Tartari. Ad essi si aggiunsero presto minatori sassoni accorsi qui per sfruttare le locali miniere di oro, argento e rame. L'attività estrattiva e il conseguente sviluppo dell'ingegneria metallurgica garantirono l'indipendenza economica del villaggio. Nel 1388 Poníky appartenne alla Signoria di Ľupča, e nel 1565 alla Camera di Banská Bystrica. Fu gravemente danneggiato dai Turchi nel corso del XVI secolo: il giorno peggiore fu il 6 gennaio 1678 quando i Turchi catturarono 300 abitanti del villaggio.
Del comune di Poniky fanno parte le frazioni di Ponická Huta (in tedesco Hochofen) e Ponická Lehôtka (in tedesco Kleinponik).